# Hans-Dieter Künne
Hans-Dieter Künne (* 3. März 1930 in Emmerich; † 26. Februar 2017 in Stuttgart) war ein deutscher Bauingenieur und Technischer Bürgermeister der Stadt Stuttgart.

## Leben
Künne studierte Bauingenieurwesen an der Universität Hannover und war anschließend als Verkehrs- und Tiefbauingenieur in Hameln tätig. 1958 trat er beim Stadtplanungsamt der Stadt Stuttgart ein, wo er bis 1969 die Abteilung Verkehrsplanung leitete und den – mit einigen Anpassungen – bis heute gültigen Stuttgarter Generalverkehrsplan entwickelte. 1969 wurde er als Nachfolger von Stadtdirektor Karl Gauß zum Technischen Referenten der Stadt bestellt und verantwortete damit die Abteilungen Verkehrsausbau und Investitionen, das Stadtmessungsamt, Hochbauamt, Tiefbauamt und Gartenamt sowie das Amt für Abfallwirtschaft und Stadtreinigung. Im Januar 1978 wurde Künne zum Technischen Bürgermeister gewählt und 1985 wiedergewählt. In seine Amtszeit fallen wichtige Infrastrukturmaßnahmen wie der Ausbau des öffentlichen Personennahverkehrs (Stadtbahn, S-Bahn), der Abwassereinrichtungen (unter anderem Ausbau des Gruppenklärwerks Ditzingen) und der Abfallverwertung. Gebaut wurden unter seiner Ägide unter anderem 600 Hochbauten, 18 Kilometer Stadtbahntunnel und mehrere Straßentunnel. Ebenso fällt in seine Amtszeit der Umbau des Gottlieb-Daimler-Stadions. 1977 übernahm er die Planungsleitung für die Bundesgartenschau in Stuttgart, 1993 für die Internationale Gartenbauausstellung. Nach Ablauf seiner zweiten Amtsperiode verzichtete er auf eine Wiederwahl und trat in den Ruhestand.
1962 wurde Hans-Dieter Künne von der Technischen Hochschule Stuttgart zum Dr.-Ing. promoviert. Er war später Lehrbeauftragter und Honorarprofessor der zur Universität erhobenen Hochschule.

## Auszeichnungen
- 1990: Bundesverdienstkreuz Erster Klasse.

## Veröffentlichungen
- mit Gerd Steierwald: Straßenverkehrsplanung. Grundlagen, Methoden, Ziele. Berlin/Heidelberg 1994
- U-Bahn Stuttgart (= Stuttgarter Beiträge 1). Stuttgart 1966
- Die Schwere von Verkehrsunfällen in Abhängigkeit von den Fahrzeuggewichten, den Fahrzeuggeschwindigkeiten und dem Auftreffwinkel. Ein Beitrag zur Beurteilung des Gefahrengrades von Straßenverkehrsanlagen hinsichtlich der Unfallschwere auf der Grundlage einer korrelativen Untersuchung praktischer Unfallerhebungen, verbunden mit einem Beitrag zur Beurteilung von Geschwindigkeitsschätzungen. Diss., Bad Godesberg 1964